# لی کوانگ-سو
این یک نام کره‌ای است؛ نام خانوادگی لی است.
لی کوانگ-سو (به کره‌ای:이광수 به انگلیسی: Lee Kwang-soo) (زاده ۱۴ ژوئیه ۱۹۸۵ - نامیانگجو) بازیگر، مدل در کره جنوبی است.
در سال ۲۰۰۷ به عنوان مدل و در سال ۲۰۰۸ با بازی در Here He Comes به عنوان بازیگری را شروع کرد.
در سال ۲۰۱۴ با بازی در سریال "It's Okay, That's Love" توجهات زیادی رو به خودش جلب کرد و خوش درخشید.
کوانگ سو همچنین بخاطر حضورش در برنامه "Running Man" از سال ۲۰۱۰ خیلی شناخته شده‌است.

## حرفه
در سال ۲۰۰۷ به عنوان مدل و در سال ۲۰۰۸ با بازی در Here He Comes به عنوان بازیگری را شروع کرد. و بعد از آن هم در "High Kick Through the Roof" حضور داشت. بعد از بازی در برنامه‌های "Running Man" و "Good Sunday" بود که شهرت فراوانی را کسب نمود. در این زمان به وی لقب پرنس آسیا را دادند. این بخاطر تعداد طرفدارانی بود که خارج از کشور بدست آورده بود. در سال ۲۰۱۱، توانست در جشنواره "SBS Entertainment Awards" جایزه بهترین بازیگر جوان و بهترین ستاره را بدست آورد.
در سال ۲۰۱۲، در نقش مکمل در فیلم کمدی و رمانتیک "Wonderful Radio" و "All About My Wife" و بعد از آن‌ها نیز در "The Scent" حضور داشت. سال بعد، وی در کنار دوست همیشگی اش سونگ جونگ-کی در "The Innocent Man" حضور یافت.
در سال ۲۰۱۳، وی در نقش مکمل در " A Wonderful Moment" و بعد از آن نیز صداگذاری نقش مارکو در انیمیشن " Maritime Police Marco" برعهده داشت. سونگ جی هیو نیز صداگذاری نقش لیلو را عهده‌دار بود.
لی می‌تواند انتخاب کند که نقشش از تلویزیون باشد یا در سینما و با بازی در نقش پرنسس در درام "Goddess of Fire" به یکی از بزرگترین آرزوهایش دست یافت.
در ۱۷ آگوست سال ۲۰۱۳ کوانگ سو فن میتینگ سولوی خودش را در سنگاپور با حضور ۲ هزار طرفدار برگزار کرد که موفقیت چشمگیری به حساب می‌آمد.
۴ ژانویه سال ۲۰۱۴ هم فن متینگ دیگری را در مالزی با ۳ هزار طرفدار برگزار کرد.
در سال ۲۰۱۴، یکی از بهترین نقش‌های خود را با بازی در "Confession" به اجرا درآورد. این فیلم دربارهٔ سه دوست بود که دوستی آن‌ها بعد از اینکه وارد یک پرونده قتل می‌شوند به اتمام می‌رسد.
بعد از مدتی هم وی با حضور در کمدی رمانتیک "It's Okay, That's Love" بار دیگر به تلویزیون بازگشت. در این برنامه در نقش فردی که بیمار است و از سندروم تورت رنج می‌برد بازی کرد. سرکشی‌های نئورولوجیک در شخصیت به صورت تکراری و کلیشه ای بود که در هر لحظه از برنامه به چشم می‌خورد.
بعد از این وی در فیلم " A Dynamite Family" که دربارهٔ برادر بود که در روستایی به اسم داوکسو زندگی می‌کنند.
در سال ۲۰۱۵، لی در نقش سرمایه‌گذار کلکسیون داری که دچار مشکلات بعد از مصرف دارو و مواد می‌شود در "Collective Invention" حضور یافت. این فیلم در جشنواره بین‌المللی تورنتو حضور یافت، اولین باری بود که لی در جشنواره فرش قرمز قدم می‌زد. و همچنین در دو قسمت Puck بازی کرد !، جایی که او بخاطر بدهی‌های همسر سابقش، چاره ای جز اینکه حسابی کار کنه نداره خلاصه برای گرفتن وام از یه مربی هاکی روی یخ وارد تیم هاکی میشه، و این میشه شروع تغییرات…! این مینی سریال در تاریخ ۱ ژانویه ۲۰۱۶ پخش شد. در همان سال، سفیر "نمایشگاه کروز برند و سرگرمی ۲۰۱۵" منصوب شد و از وزیر تجارت برای ارتقاء صنعت موج کره ای قدردانی کرد.
در سال ۲۰۱۶، لی در سریالی با عنوان Entourage، که یک بازسازی کره ای از سریال آمریکایی بود، بازی کرد. سپس او در شبکه KBS سریالی به نام «صدای قلب تو»، که بر اساس یک وبتونی با همین نام بود بازی کرد این سریال وب در هر دو کره جنوبی و چین موفق بود، به دست آوردن ۱۰۰ میلیون در تلویزیون Sohu و رتبه شماره ۱ درام‌های کره ای در سایت. در دسامبر ۲۰۱۶، او جایزه فوق‌العاده برتر را در سال 2016 SBS Entertainment Awards دریافت کرد.
در سال ۲۰۱۷، لی در فیلم کمدی "The Accidental Detective 2"، دنبالهٔ فیلم 2015 "The Detective Accidental" به بازی پرداخت. اکران این فیلم در سال ۲۰۱۸ است.
در سال ۲۰۱۸، او نقش اول سریال Live نمایشنامه "ناه هی کینگ" (نویسنده سریال "مشکلی نیست این عشقه")را بازی کرد.

## فیلم‌شناسی

### فیلم
| سال  | عنوان                     | نقش            | مرجع.       |
| ---- | ------------------------- | -------------- | ----------- |
| ۲۰۱۱ | بتلفیلد هیروز             | مون دی         |             |
| ۲۰۱۲ | رادیو شگفت‌انگیز           | چا دائه جئون   |             |
| ۲۰۱۲ | The Scent                 | جی پیونگ       |             |
| ۲۰۱۲ | همه چیز دربارهٔ همسرم      | پی دی چوی      |             |
| ۲۰۱۳ | قهرمان کوچک من            | کیم جونگ ایل   |             |
| ۲۰۱۳ | Maritime Police Marco     | مارکو          |             |
| ۲۰۱۳ | Walking with Dinosaurs 3D | Patchi         | [ ۱ ] [ ۲ ] |
| ۲۰۱۴ | اعتراف                    | مین سو         |             |
| ۲۰۱۴ | A Dynamite Family         | Constable Park |             |
| ۲۰۱۵ | اختراع جمعی               | پارک گوو       |             |
| ۲۰۱۸ | کارآگاه تصادفی 2          | Yeo Chi        |             |
| 2019 | My Exceptional Brother    | Dong-goo       |             |

### سریال‌های تلویزیونی
| سال       | عنوان                       | نقش                                                      | شبکه      | مرجع.  |
| --------- | --------------------------- | -------------------------------------------------------- | --------- | ------ |
| 2008      | The Scale of Providence     | اوه کوانگ چول                                            | اس‌بی‌اس    |        |
| 2008–2009 | Here He Comes               | اوه من سو                                                | ام‌بی‌سی    |        |
| ۲۰۰۹–۲۰۱۰ | ضربه عالی روی پشت بام       | لی کوانگ سو                                              | ام‌بی‌سی    |        |
| ۲۰۱۰      | دونگ یی                     | پارک یانگ دال                                            | ام‌بی‌سی    | [ ۳ ]  |
| ۲۰۱۱      | شکارچی شهر                  | گو کی جون                                                | اس‌بی‌اس    | [ ۴ ]  |
| ۲۰۱۱–۲۰۱۲ | پسر سبزی فروش               | نام یو بونگ                                              | Channel A | [ ۵ ]  |
| ۲۰۱۲      | مرد بی‌گناه                  | پارک جائه گیل                                            | کی‌بی‌اس۲   |        |
| ۲۰۱۳      | آژانس دوست یابی شیرانو      | چوی دال این (Cameo, ep 6-8)                              | tvN       | [ ۶ ]  |
| ۲۰۱۳      | جونگ یی الهه آتش            | شاهزاده ایمهه                                            | ام‌بی‌سی    |        |
| ۲۰۱۳      | ستاره سیب زمینی             | اولین عشق بو یانگ (Cameo, ep 18)                         | tvN       | [ ۷ ]  |
| ۲۰۱۴      | عشق مخفی                    | لی تائه یانگ (ep 7-8: "A Seven Day Summer")              | Dramacube |        |
| ۲۰۱۴      | مشکلی نیست این عشقه         | پارک سو کانگ                                             | اس‌بی‌اس    |        |
| ۲۰۱۵      | دختری که بوها را می‌بیند     | خودش (Cameo, ep 1)                                       | اس‌بی‌اس    |        |
| ۲۰۱۶      | توپ هاکی                    | جو جون من                                                | اس‌بی‌اس    |        |
| ۲۰۱۶      | نسل خورشید                  | کارگر فروشگاه تیراندازی با تفنگ اسباب بازی (Cameo, ep 1) | کی‌بی‌اس۲   | [ ۸ ]  |
| ۲۰۱۶      | دوستان عزیز من              | یو مین هو (مهمان)                                        | tvN       | [ ۹ ]  |
| ۲۰۱۶      | همراهان                     | چا جون                                                   | tvN       |        |
| ۲۰۱۶–۲۰۱۷ | صدای قلب تو                 | جو سوک                                                   | کی‌بی‌اس۲   |        |
| ۲۰۱۶–۲۰۱۷ | هوارانگ: شاعران جنگجوی جوان | مک مون (مهمان، قسمت ۱–۲)                                 | کی‌بی‌اس۲   | [ ۱۰ ] |
| ۲۰۱۷      | بهترین ضربه                 | یون کی (Cameo,ep 2)                                      | کی‌بی‌اس۲   | [ ۱۱ ] |
| ۲۰۱۸      | زندگی کن                    | یوم سانگ سو                                              | tvN       |        |

### برنامه‌های نمایشی
| سال          | عنوان                 | یادداشت                     | شبکه             | مرجع.  |
| ------------ | --------------------- | --------------------------- | ---------------- | ------ |
| 2010–present | مرد دونده             | Cast member                 | اس‌بی‌اس           |        |
| 2015         | Perhaps Love Season 2 | Cast member (with لین هونگ) | Hubei Television | [ ۱۲ ] |
| ۲۰۱۸         | باستد!                | Cast member                 | نتفلیکس          | [ ۱۳ ] |

### حضور در موزیک ویدیو
| سال  | عنوان آهنگ                                          | هنرمند                                                           | مرجع.  |
| ---- | --------------------------------------------------- | ---------------------------------------------------------------- | ------ |
| ۲۰۱۱ | "격산타우 (Kyuksantawoo)"                           | LeeSsang                                                         |        |
| 2012 | "Oh Fresh Men" (The Bachelor's Vegetable Store OST) | VF6DOLE (with جی چانگ-ووک، کیم یانگ کوانگ، شین وون هو و Sung Ha) |        |
| 2012 | "Busan Vacance"                                     | اسکول و هاها                                                     |        |
| 2012 | "Fanta CF"                                          | بائک جین هی و Kang Seung-yoon (Winner (band)\|WINNER)            |        |
| 2013 | "Fanta Idol Season ۱"                               | جونگ اون-جی و نیل (Teen Top)                                     |        |
| 2013 | "Fanta Idol Season 2"                               | نیل (Teen Top) و جونگ اون-جی                                     |        |
| 2013 | "You Are the Best" Teaser                           | Byul                                                             |        |
| 2013 | "Runaway"                                           | کارا                                                             |        |
| 2015 | "Again"                                             | Turbo                                                            | [ ۱۴ ] |
| 2016 | "MOMOMO"                                            | Cosmic Girls                                                     | [ ۱۵ ] |

## جوایز و نامزدی‌ها
| سال  | جایزه                                    | دسته‌بندی                            | کار نامزد شده                | نتیجه    | مرجع.         |
| ---- | ---------------------------------------- | ----------------------------------- | ---------------------------- | -------- | ------------- |
| ۲۰۰۸ | 2nd Mnet 20's Choice Awards              | ستاره تاپ CF                        | —                            | برنده    |               |
| ۲۰۰۸ | 8th MBC Entertainment Awards             | بهترین تازه‌وارد در کمدی / Sitcom    | Here He Comes                | نامزدشده |               |
| ۲۰۰۹ | 4th Asia Model Festival Awards           | جایزه مدل CF                        | —                            | برنده    | [ ۱۶ ]        |
| ۲۰۱۰ | 4th SBS Entertainment Awards             | جایزه ستاره جدید                    | مرد دونده (مجموعه تلویزیونی) | نامزدشده |               |
| ۲۰۱۱ | 5th SBS Entertainment Awards             | بهترین تازه‌وارد در برنامه           | مرد دونده (مجموعه تلویزیونی) | برنده    |               |
| ۲۰۱۲ | 48th Baeksang Arts Awards                | بهترین بازیگر جدید                  | رادیو شگفت‌انگیز              | نامزدشده |               |
| ۲۰۱۲ | 33rd Blue Dragon Film Awards             | بهترین بازیگر جدید                  | همه چیز دربارهٔ همسرم         | نامزدشده |               |
| ۲۰۱۲ | 26th KBS Drama Awards                    | بهترین بازیگر نقش مکمل              | پسر خوب – مرد بی گناه        | نامزدشده |               |
| ۲۰۱۳ | 7th SBS Entertainment Awards             | جایزه دوستی                         | مرد دونده (مجموعه تلویزیونی) | برنده    |               |
| ۲۰۱۳ | 7th SBS Entertainment Awards             | انتخاب بیننده‌ها: محبوب‌ترین ستاره    | مرد دونده (مجموعه تلویزیونی) | برنده    |               |
| ۲۰۱۴ | 7th Korea Drama Awards                   | جایزه تعالی، بازیگر                 | مشکلی نیست این عشقه          | برنده    | [ ۱۷ ]        |
| ۲۰۱۴ | 3rd APAN Star Awards                     | جایزه ستاره محبوب، بازیگر           | مشکلی نیست این عشقه          | برنده    | [ ۱۸ ]        |
| ۲۰۱۴ | 8th SBS Entertainment Awards             | جایزه تعالی در برنامه               | مرد دونده (مجموعه تلویزیونی) | برنده    |               |
| ۲۰۱۴ | 2014 SBS Drama Awards                    | جایزه ویژه، بازیگر در Miniseries    | مشکلی نیست این عشقه          | برنده    |               |
| ۲۰۱۵ | Hong Kong’s YouTube Ads Leaderboard      | ۲۰۱۵ فصل اول بهترین جایزه تجاری     | Nestle’s Fruitips Ad         | برنده    | [ ۱۹ ]        |
| ۲۰۱۵ | Fashionista Awards                       | بهترین مرد فشن                      | —                            | برنده    | [ ۲۰ ]        |
| ۲۰۱۶ | Sina Weibo Night Awards                  | جایزه محبوب آسیا                    | —                            | برنده    | [ ۲۱ ]        |
| ۲۰۱۶ | Jumei Awards Ceremony                    | برنامه تأثیرگذار                    | —                            | برنده    |               |
| ۲۰۱۶ | 7th Korean Popular Culture & Arts Awards | جایزه نخست‌وزیر                      | —                            | برنده    | [ ۲۲ ]        |
| ۲۰۱۶ | 15th KBS Entertainment Awards            | بهترین زوج با جونگ سو مین           | صدای قلب تو                  | برنده    |               |
| ۲۰۱۶ | 10th SBS Entertainment Awards            | جایزه عالی برتر در برنامه‌های نمایشی | مرد دونده (مجموعه تلویزیونی) | برنده    | [ ۲۳ ]        |
| ۲۰۱۷ | 6th Korea Film Actors Association Awards | جایزه بهترین هنرمند                 | —                            | برنده    | [ ۲۴ ] [ ۲۵ ] |
| ۲۰۱۷ | 11th SBS Entertainment Awards            | جایزه بهترین زوج با Jeon So-min     | مرد دونده (مجموعه تلویزیونی) | برنده    | [ ۲۶ ]        |

## پیوندها
- Lee Kwang-soo at King Kong Entertainment (کره‌ای)
- لی کوانگ-سو در هان‌سینما
- لی کوانگ-سو در بانک اطلاعات فیلم‌های کره‌ای